# Martín Dedyn
Martín Dedyn (sinh 7 tháng 5 năm 1988) là một cầu thủ bóng đá Argentina thi đấu ở Primera B Nacional.